# Georgia Taylor-Brown
Georgia Taylor-Brown (Manchester, 15 de março de 1994) é uma triatleta britânica, campeã olímpica.

## Carreira
Taylor-Brown conquistou a medalha de ouro nos Jogos Olímpicos de Verão de 2020 em Tóquio na prova de revezamento misto ao lado de Jonathan Brownlee, Jess Learmonth e Alex Yee.